# Frédéric N'Kembe
Frédéric N'kembe, né le 24 juin 1975 à Paris, est un joueur français de basket-ball. Il joue au poste d'arrière, ailier.

## Clubs
- 1994-1996 :  Le Mans (Pro A)
- 1996-1997 :  Roanne (Pro B)
- 1997-1999 :  Levallois (Pro B) - (Pro A)
- 1999-2001 :  Besançon (Pro A)
- 2001-2002 :  Paris Basket Racing (Pro A) puis Évreux (Pro B)
- 2002-2005 :  Besançon (Pro B) - (Pro A) - (Pro B)
- 2005-2006 :  Reims (Pro A) puis Antibes (Pro B)
- 2006-2007 :  Antibes (Pro B)
- 2007-2008 :  Quimper (Pro B)
- 2008-2010 :  Lille (Nationale 1) - (Pro B)
- 2010-2011 :  Le Portel (Pro B)
- 2023-2024: 🇧🇪Stambruges (7eme division belge)
- 2024-2025: 🇧🇪Stambruges (6eme division belge)

## Palmarès
- Champion de France de Pro B (basket-ball)Levallois Pro B 1998
- Champion de France de National 1 Saison 2008/2009 (Lille Metropole Basket)
- Finaliste de la Coupe de France (Bercy 1999)
- Meilleur marqueur français des Playoffs de ProB,2002, Evreux (18,9 pts)
- Meilleur marqueur français PRO A, saison 2003-2004, Besançon (15,1 pts),
- Meilleur marqueur français de Pro B, Saison 2006-2007, Antibes (18,6 pts)
- Meilleure performance française du championnat de ProB Saison 2006-2007, Antibes 37 pts, 8 rbs,6 in, 40 d'évaluation
- All-Star Game 2001, All-Star Game 2003
- MVP 14e journée saison 2007-2008 avec 42 d'évaluation, Quimper PRO B
- Champion P2B du Hainaut 2023-2024 (JS Stambruges)